# Младши сержант
Младши сержант е военно звание във въоръжените сили на някои страни, по ранг по-низш от сержант и по-висш от ефрейтор.

## България
Младши сержант е първото и най-нисше сержантско (старшинско) звание в българската армия което съответства в някои армии на други държави (Италия, Франция, Испания и други) на званието капрал. Званието се присвоява на войници със звание ефрейтор след успешно завършване на няколкомесечни курсове в школа за младши сержанти.
Във флота еквивалентното звание е старшина II степен.
| Военни звания    |                |                 |
| младши: Ефрейтор | Младши сержант | старши: Сержант |

### История
След Освобождението на България и създаването на Софийското военно училище се въвежда военното звание „младши унтерофицер“. През 1880 година с циркуляр №105 е преименувано на „капрал“, със заповед №29 от 1883 година е върнато званието „младши унтерофицер“, след което съгласно заповед №5 от 15 май 1907 година за всички родове войски се въвежда званието „младши подофицер“.
В Царство България (в българската войска до 9 септември 1944 година и българската народна войска от 9 септември 1944 до 15 септември 1946 година) се е използвало еквивалентното звание кандидат подофицер и се е давало на войници с чин ефрейтор както за заслуги в мирно време, така и за проявена храброст и доблест по време на войните, които България е водила – Балканска война 1912 – 1913 г., Първа световна война 1915 – 1918 г. и Втора световна война 1941 – 1945 г.